# Guglielmo II Adelardi
Guglielmo II o III Adelardi (o Marcheselli Adilardi) (Ferrara, 1120 – 1184-1185) è stato un politico italiano.

## Ascendenza

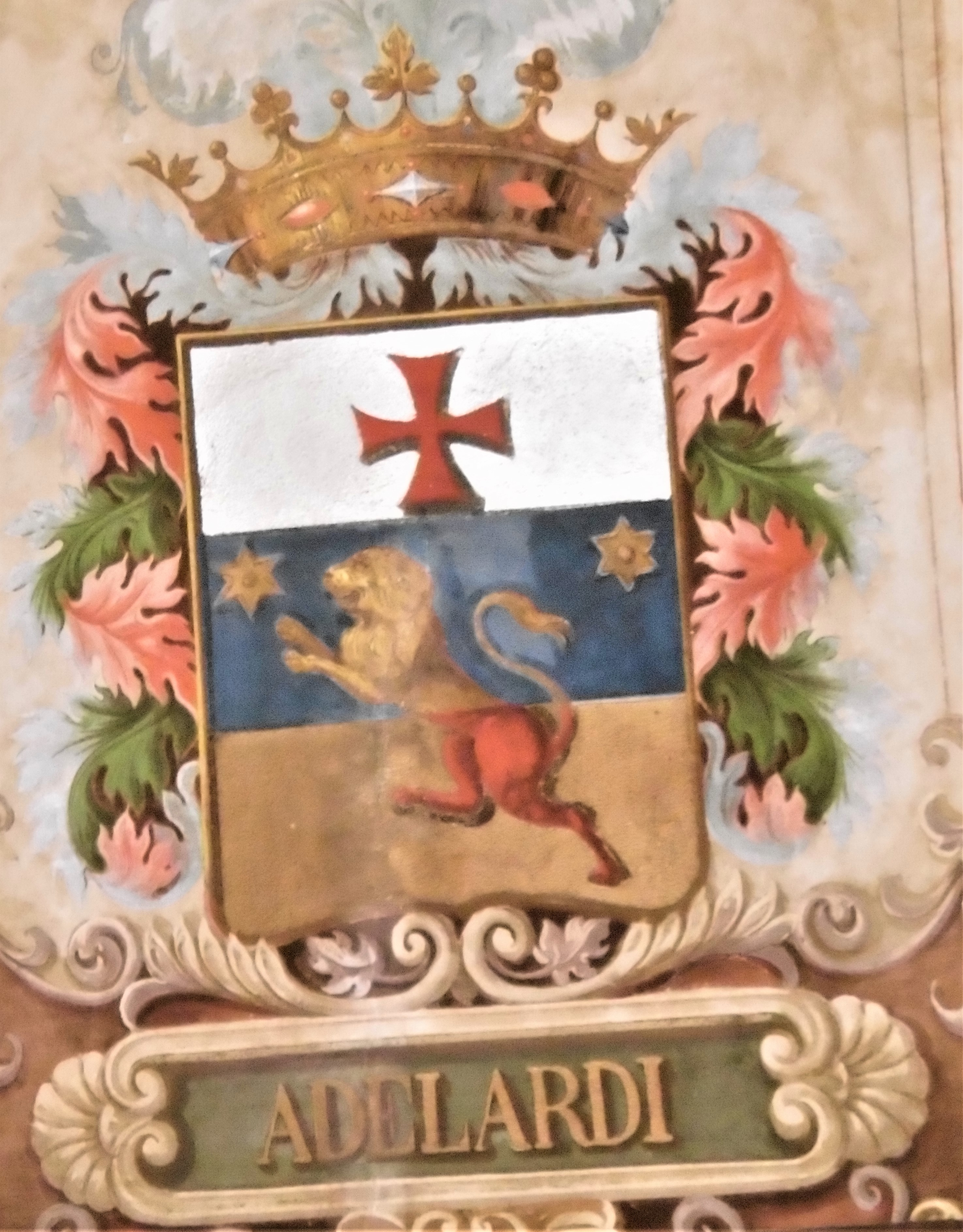
Stemma della famiglia Adelardi nel Palazzo Municipale di Ferrara

Discendente dell'antica famiglia di origini comitali degli Adelardi (o Marcheselli o Marchesella diventato Adilardi), sua madre era Adelasia mentre suo padre portava lo stesso nome, Guglielmo, figlio di Bulgaro e di Marocia Marchesella.
Indicato usualmente con il numerale II per distinguerlo dal padre, talvolta è indicato con il numerale III mentre il suo padre col numerale II causa la longevità del primo dei Guglielmo: le fonti registrano la presenza di un Guglielmo Adelardi a Ferrara alla fine del XII secolo, con la prima apparizione nel 1070 tra i giudici in una controversia per una donazione ai canonici di Ferrara. Guglielmo Adelardi padre continua ad essere attivo nella vita politica della città nella prima metà del XII secolo e annoverato solitamente come capitano del popolo. Ricordato tra i fondatori della cattedrale di Ferrara nel 1135, l'ultimo documento che nomina Guglielmo Adelardi padre è datato 1840.

## Biografia
La prima menzione di Guglielmo Adelardi figlio (Guglielmo II), risale al 1144, già orfano di padre, quando sua madre concesse un'enfiteusi a favore suo e di suo fratello Adelardo II.
Le cronache storiche tramandano la sua partecipazione nel 1145 alla seconda crociata in Terra santa indetta da Papa Eugenio III per la riconquista della Contea di Edessa caduta in mano ai Saraceni, dalla quale fece ritorno a Ferrara nel 1147.
Come il padre, fu uno dei maggiori protagonisti della fazione guelfa di Ferrara. Nel 1158 condusse una congiura contro Salinguerra Torelli per il dominio della città, sottoponendola alla giurisdizione del pontefice.
Nel 1173 partecipò, con Aldruda Frangipane, contessa di Bertinoro, alla lega per la difesa della città di Ancona, assediata dalle forze imperiali di Cristiano di Magonza divenendo animatori della politica antimperiale Nel 1177 accolse papa Alessandro III in visita a Ferrara.
Guglielmo II nel suo testamento del 1183 volle come sua erede Marchesella Adelardi, figlia del fratello Aldelardo II. Guglielmo morì poco prima del 1185 e Adelardo nel 1185, quando Marchesella aveva 8 o 9 anni, la cui a prematura morte e le vicende che seguirono portarono le fortune del ramo principale della famiglia agli Este.

## Riconoscimenti
Il Comune di Ferrara, nel XX secolo, ha modificato il nome di una delle sue vie nel centro storico in precedenza via Gorgadello in via Guglielmo degli Adelardi.